# Камаль оль-Мольк
Камаль оль Мольк (перс. کمال‌الملک‎; настоящее имя Мухаммад Гаффари; 1847, Кашан — 18 августа 1940, Нишапур) — иранский художник.

## Биография

### Ранние годы
Камаль оль Мольк принадлежал к известному и очень влиятельному кашанскому клану Гаффари. Он приходился племянником одному из самых знаменитых иранских художников XIX века Абуль Хасану Гаффари. Его отец, Мирза Бузург Гаффари Кашани, тоже был известным художником — основателем художественного училища, а брат, Абутураб Гаффари, также был способным художником. Согласно свидетельствам, Мухаммад с детских лет проявлял интерес к каллиграфии и живописи. Мальчиком он разрисовал стены своей комнаты, часть этих рисунков и сегодня можно видеть в доме семьи Гаффари.
Некоторое время спустя для получения высшего образования он был определён в Дар ул-Фунун, где изучал живопись под руководством Мозайена ад-Давла, широко известного в то время мастера, изучавшего искусство в Европе. В учебном заведении Мухаммад провёл три года, проявив себя блестящим образом. В период ученичества его звали Мирза Мухаммад Каши, и, несмотря на свой юный возраст, уже тогда он смог привлечь внимание публики к своему творчеству.

### Придворный художник
Дальнейшая его карьера была результатом случая. Однажды училище посетил шах Насир ад-Дин и обратил внимание на работы способного ученика. Шах пригласил Камаля ко двору, где отметил мастерство художника, даровав титул «Камаль Оль-Мольк» (Земное совершенство), под которым он сегодня известен. Мухаммад стал главным придворным художником, и за период правления шаха Насир ад-Дина создал порядка 170 произведений, большинство из которых ныне утрачено. По большей части на них были изображены портреты шаха и высокопоставленных чиновников, сцены шахских приёмов и охоты, красоты шахских дворцов, и т. д. Художник работал при дворе шаха до самой его смерти.
Шах Насир ад-Дин проводил прозападную реформу в стране и совершал дорогие покупки в Вене, беря в займы под большие проценты. Чтобы рассчитаться с долгами шах начал продавать иностранцам лицензии на различные виды предпринимательства, включая учреждение банков. Вследствие этого зависимость Ирана от иностранного капитала стремительно росла. Монопольное право на выпуск банкнот перешло к английскому банку, который вскоре стал проводить политику в интересах Великобритании. Затем шах отдал лицензию на табак английскому майору Тальботу, на 50 лет предоставив ему монополию на производство, продажу и экспорт табака. Были задеты интересы множества землевладельцев, выращивавших табак. Это привело к волнениям, выступлениям народа против засилья иностранцев, и возникновению антишахских тайных организаций. В 1896 году в результате покушения шах Насир ад-Дин был убит.

### Переезды
Вероятно, художника связывали с шахом довольно близкие отношения. Он с трудом перенёс смерть Насир ад-Дина, и не смог работать при дворе его преемника шаха Музаффар ад-Дина (1896—1907). Мухаммад Гаффари предпочёл уехать в Европу, где он имел возможность встречаться с художниками, и делать копии с прославленных работ мастеров прошлого, в частности Рафаэля, Рембрандта и Тициана. Он оставался в Европе около четырёх лет, и все эти годы посещал музеи, учился, и экспериментировал. В 1899 году художник вернулся в Персию. Однако неприязнь шахского двора и бесконечные интриги вынудили его вновь эмигрировать, на сей раз в Ирак. Там он создал несколько замечательных произведений — «Ювелир с подмастерьем», «Предсказатель будущего» и другие.
Через два года Мухаммад Гаффари вернулся домой и примкнул к конституционному движению — набиравшему силу политическому процессу. В этот период он пишет несколько портретов. В 1905—1906 годах Иран сотрясали бурные выступления населения, на базарах, площадях и в мечетях собирались многолюдные митинги. В октябре 1907 года принята новая конституция, значительно урезавшая власть шаха. В том же 1907 году шах Музаффар ад-Дин скончался.

### Своя школа
После принятия в Иране конституции возникла новая атмосфера. К власти пришло множество образованных людей, способствовавших просветительским замыслам Камаль оль-Молька. Он создаёт собственную школу искусства, в которой кроме живописи преподаётся искусство других традиционных иранских ремёсел — ковроткачество, мозаика, резьба по дереву и т. д. Значительную часть своих денег художник передавал нуждающимся студентам, а из стен его училища вышла целая плеяда выдающихся иранских художников XX века.
В стране не утихала смута. Новый шах Мохаммад Али (1907—1909) не смог держать ситуацию под контролем; в 1908 году возник бунт, в результате которого был распущен меджлис (парламент), а многие его депутаты посажены в тюрьму. Следствием этих крутых мер шаха стало то, что антишахский революционный пыл только усилился, распространился по всему обществу, и привёл к тому, что шах Мухаммад Али вынужден был укрыться в русской дипломатической миссии. Через три дня после этого чрезвычайный национальный совет объявил о его низложении, и передаче власти 14-летнему сыну шаха Ахмаду (1909—1925). Это привело к ещё большему хаосу в стране, который продолжался фактически до 1925 года, когда меджлис принял закон о низложении династии Каджаров. В 1925 году Учредительное собрание наследником шаха провозгласило Реза-шаха Пехлеви.
Камаль Оль Мольк, которому к тому моменту давно перевалило за 70 лет, не счёл нужным искать общий язык с новым режимом. Более того, некоторое время спустя он обвинил династию Пехлеви в коррупции, заявив, что в этом отношении она ничем не отличается от династии Каджаров. Попытки шаха привлечь известного мастера к работе в правительстве наталкивались на стойкое нежелание художника работать с коррумпированными министрами. Его позиция вызвала гнев Риза-шаха, который счёл художественную Школу Камаль Оль Молька рассадником крамолы, лишил художника ежемесячного пособия и дотаций на Школу, чтобы вынудить его уйти в отставку.

### Ссылка
В 1928 году художник был отправлен в ссылку в город Нишапур. Он поселился в окрестностях города, в селе Хоссейн Абад, где занимался сельским хозяйством. За всё время ссылки он не написал ни одной картины. Самым печальным событием периода его ссылки было то, что он по неизвестным сегодня причинам потерял один глаз.
В 1940 году, будучи в весьма преклонном возрасте, Камаль Оль Мольк скончался в городе Нишапуре. Он похоронен в этом же городе рядом с гробницей прославленного поэта Аттара.

## Значение
Роль Камаль Оль-Молька в персидском искусстве второй половины XIX — начала XX века велика. Его творчество служит примером для нескольких поколений художников, его преподавательская деятельность способствовала новому взгляду на традиционное персидское искусство, а лучшие его работы, написанные в реалистической манере, встали в один ряд с лучшими произведениями мирового реалистического искусства.

## Галерея
- Багдадские гадатели (1860-е)
- Келардашт (1877)
- Две нищие девочки (1889)
- Предсказатель будущего (1892). Музей Садабад (Тегеран).
- Багдадские златокузнецы (1901)